# Elecciones provinciales de Jujuy de 1995
Las elecciones generales de la provincia de Jujuy de 1995 tuvieron lugar el domingo 1 de octubre del mencionado año con el objetivo de renovar las instituciones provinciales. Se realizaron en desfase con las elecciones presidenciales y legislativas, que se habían realizado en mayo. Fueron las cuartas elecciones desde la restauración de la democracia, así como los vigésimo segundos comicios provinciales jujeños desde la instauración del sufragio secreto en la Argentina. Se debía elegir, por medio del sistema de doble voto simultáneo, al Gobernador y al Vicegobernador, así como renovar 24 de los 48 escaños de la Legislatura Provincial, conformando de este modo los poderes ejecutivo y legislativo de la provincia para el período 1995-1999.
Cuatro partidos o "lemas" de acuerdo con la ley electoral presentaron candidaturas. El Frente Justicialista Popular (FREJUPO), encabezado por el gobernante Partido Justicialista (PJ), presentó cinco fórmulas gobernativas en seis "sublemas". Su principal competidor sería el Frente Cívico (FC), coalición compuesta por la Unión Cívica Radical (UCR) y el Frente País Solidario (FREPASO), principales expresiones opositoras a nivel nacional, así como por el provincial Movimiento de Renovación Cívica (MORECI), presentó dos fórmulas en tres sublemas. La coalición conservadora Fuerza Popular, compuesta por el Movimiento Popular Jujeño (MPJ) y el partido Fuerza Republicana (FR), presentó dos sublemas, uno de cada partido. Por último, el Partido del Trabajo y del Pueblo (PTP), presentó una sola candidatura. El gobernador incumbente, Oscar Perassi, se presentó a la reelección por un sublema justicialista, siendo sus contrincantes más coherentes Guillermo Eugenio Snopek, también justicialista por otro sublema, y Gerardo Morales, de la Unión Cívica Radical (UCR) y uno de los candidatos del Frente Cívico.
Morales fue en última instancia la candidatura individual más votada con el 29.95% de los votos, pero sin lograr resultar electo debido a la superposición del voto peronista. Sorpresivamente, Snopek derrotó a Perassi con un 24.43% contra 21.31% del gobernador incumbente. A diferencia del lema justicialista, el lema del Frente Cívico no evidenció competencia alguna, y Pedro Figueroa, del MRC dentro de dicho lema, obtuvo solo el 3.52%. Los dos candidatos de Fuerza Popular fueron María Cristina Guzmán, del MPJ, con el 7.77%, y Horacio Conesa Mones Ruiz, con un 2.58%. En total, el lema del FREJUPO logró el 54.82% de los votos válidos, garantizando la elección de Snopek como gobernador. El Frente Cívico recogió el 34.35% de las preferencias, seguido por Fuerza Popular con un 10.37%. Por último, el PTP se quedó con el 0.46% restante. La participación fue del 74.51% del electorado registrado.
Con respecto al plano legislativo, el FREJUPO obtuvo la victoria con 14 escaños, 7 para el sublema de Snopek y 7 para el de Perassi. El Frente Cívico logró 8 bancas, 7 para el sublema de Morales y 1 para el de Figueroa. Fuerza Popular obtuvo 2 escaños, ambos del MPJ. Por primera vez desde su fundación en la provincia, Fuerza Republicana no logró obtener bancas. La elección puso fin al sistema de cuatro partidos que había evidenciado la provincia en las elecciones de convencionales constituyentes, restaurándose en esencia el bipartidismo entre peronistas y radicales por la aplicación de la ley de lemas. Los cargos electos asumieron el 10 de diciembre.
Snopek no pudo completar su mandato constitucional debido a que murió en un accidente automovilístico el 24 de febrero de 1996, pocos meses después de asumir. Su vicegobernador, Carlos Ferraro, tampoco pudo finalizar el mandato debido a dificultades políticas y acabó renunciando el 28 de noviembre de 1998. Tal y como sucedió con Perassi, el vicepresidente provisional de la Legislatura, Eduardo Fellner, asumió la gobernación y completó el mandato, logrando ser reelecto para un período completo en 1999.

## Contexto
La instauración del sistema de doble voto simultáneo (o ley de lemas) en 1991 había impedido una ruptura inmediata entre las diversas facciones del gobernante Partido Justicialista (PJ), cuya crisis interna se había agudizado al finalizar la década de 1980. Este sistema permitiría que las divisiones internas del partido compitieran entre sí sin comprometer la victoria ni la unidad de la fuerza oficialista. Sin embargo, los problemas que esta ley electoral traería a corto plazo no tardaron en manifestarse. La división del PJ se acentuó, provocando que se presentaran seis candidaturas justicialistas en una sola elección. A pesar de que el lema justicialista triunfó con el 47.75% de los votos, el radical Humberto Salum fue el candidato más votado en solitario debido a que todos los candidatos peronistas se contrapesaron. El gobernador electo fue Roberto Domínguez gracias a la superposición de los votos al lema justicialista. Sin embargo, la legislatura quedó dominada por facciones del partido opuestas a él y por la oposición provincial (encabezada por el radicalismo y por dos partidos provinciales conservadores, el Movimiento Popular Jujeño y Fuerza Republicana). Los problemas económicos crecientes de la provincia y el boicot a sus medidas agresivas de parte de un legislativo cada vez más hostil, llevaron a que Domínguez renunciara por falta de apoyo político en junio de 1993.
Su vicegobernador, Carlos Ficoseco, asumió la gobernación con escasa legitimidad y enfrentando los mismos problemas que su antecesor, que se incrementaron. A partir de marzo de 1994, la provincia fue escenario de varias huelgas y Ficoseco fue acusado de irregularidades en la concesión de subsidios estatales y licitaciones de obras públicas. La crisis persistente no tardó en traducirse electoralmente. El 10 de abril del mismo año tuvieron lugar elecciones para una Convención Constituyente en todo el país. En Jujuy se dio una muy cerrada pelea a cuatro bandas entre el justicialismo oficialista, la UCR, el MPJ y Fuerza Republicana, sin que se presentara ningún otro partido y con las cuatro fuerzas viéndose capaces de obtener un buen resultado. El MPJ obtuvo una primera minoría de votos con un 30.64%, seguido por la UCR con el 23.41, tan solo 9 votos por encima de Fuerza Republicana, que recibió el mismo porcentaje. El justicialismo, por su parte, sufrió su más devastadora derrota al ubicarse último de los cuatro partidos que se presentaron, recibiendo solo el 22.53%. Dado que se disputaban 8 convencionales, los cuatro partidos recibieron 2 escaños cada uno. Visto por su propio partido como responsable del magro resultado y ante la inevitable posibilidad de un juicio político, Ficoseco dimitió tan solo cinco días después de los comicios, siendo sucedido por Oscar Perassi, hasta entonces presidente provisional de la Legislatura, luego de ser ratificado en una votación en la cual solo los legisladores del MPJ se opusieron.
De cara a las elecciones siguientes, el Movimiento Popular Jujeño, que hasta entonces era visto como principal competidor contra el PJ luego de su victoria en la elección de convencionales, sufrió una crisis y una fuerte fractura interna entre la facción de Pedro Figueroa, que proponía una alianza con el radicalismo para incrementar la viabilidad de una derrota peronista mediante un lema opositor único, y la facción de María Cristina Guzmán, candidata a vicepresidenta de la Confederación Federalista Independiente (CFI) en las elecciones de 1989 y ex convencional constituyente, que proponía una alianza con Fuerza Republicana (FR) para presentar un lema conservador en contra del bipartidismo entre el peronismo y el radicalismo. Figueroa se separó del MPJ y fundó el Movimiento de Renovación Cívica (MORECI), nombre que hasta entonces llevaba su sector interno. Este acordó una alianza con la UCR y el Frente País Solidario (FREPASO), fuerza muy minoritaria en la provincia. La coalición se denominó Frente Cívico y presentó a Morales y Figueroa como candidatos a gobernador. Por su parte, Guzmán efectivamente formalizó una alianza con Fuerza Republicana, que se denominó "Fuerza Popular", y presentó las candidaturas de la propia Guzmán y de Horacio Conesa Mones Ruiz, también ex convencional constituyente.
Carente de un liderazgo fuerte, el PJ mantuvo su coalición con otros partidos minoritarios en el Frente Justicialista Popular (FREJUPO). Perassi se presentó a la reelección para un mandato completo, siendo su principal competidor Guillermo Eugenio Snopek, sobrino del exgobernador Carlos Snopek y que ya había competido por la gobernación en 1991, siendo derrotado por Domínguez. Annuar Jorge, empresario y líder del Movimiento de Unidad Renovadora (MUR) que también había competido previamente en 1987 y 1991, se presentó por otro sublema del FREJUPO. La elección legislativa se caracterizó por la profunda división de los sectores internos tanto del PJ como del MPJ. El justicialismo presentó veinte sublemas legislativos, mientras que el MPJ presentó cinco. El Frente Cívico solo presentó tres sublemas, uno de cada una de las tres fuerzas principales que lo componían.

## Resultados

### Gobernador y Vicegobernador
|  | 44.58 % |

|  | 54.82 % |

|  | 38.89 % |

|  | 6.04 % |

|  | 5.57 % |

|  | 1.30 % |

|  | 0.22 % |

|  | 87.20 % |

|  | 34.35 % |

|  | 10.25 % |

|  | 2.55 % |

|  | 74.95 % |

|  | 10.37 % |

|  | 25.05 % |

|  | 100 % |

|  | 0.46 % |

|  | 94.45 % |

|  | 4.02 % |

|  | 1.54 % |

|  | 100.00 % |

|  | 74.51 % |

### Legislatura Provincial
| ← 1993 · Legislatura · 1997 →       | ← 1993 · Legislatura · 1997 →      | ← 1993 · Legislatura · 1997 →      | ← 1993 · Legislatura · 1997 →      | ← 1993 · Legislatura · 1997 →      | ← 1993 · Legislatura · 1997 →      | ← 1993 · Legislatura · 1997 → | ← 1993 · Legislatura · 1997 → | ← 1993 · Legislatura · 1997 → | ← 1993 · Legislatura · 1997 → | ← 1993 · Legislatura · 1997 → | ← 1993 · Legislatura · 1997 → | ← 1993 · Legislatura · 1997 → |
| Lema                                | Lema                               | Sublema                            | Sublema                            | Sublema                            | Sublema                            | Lema                          | Lema                          | Lema                          | Lema                          | Lema                          | Lema                          | Lema |
| Lema                                | Lema                               | Sublema                            | Votos                              | %                                  | Bancas                             | Votos                         | %                             | Bancas obtenidas              | +/-                           | Bancas totales                | +/-                           | Electos |
| ----------------------------------- | ---------------------------------- | ---------------------------------- | ---------------------------------- | ---------------------------------- | ---------------------------------- | ----------------------------- | ----------------------------- | ----------------------------- | ----------------------------- | ----------------------------- | ----------------------------- | --- |
|                                     | Frente Justicialista Popular       | Primero Jujuy, Un Proyecto de Vida | 30.734                             | 27.15                              | 7/24                               | 113.215                       | 56.23                         | 14/24                         | 3                             | 25/48                         | 1                             | Ver electos: - Mario Humberto Martiarena - Eduardo Fellner - Guillermo Jenefes - Pedro Teófilo Lozano - Ana María Patagua - Gustavo Guido Carrillo - Francisco Ernesto Zamar - María del Pilar Bermúdez - Rubén Pascual Tito - Víctor Hugo Camaño - Adelma Eudonia Torres - Gerónimo Cruz - María Amalia Sabando - Jorge Carlos Mariscal |
| Gana Jujuy                          | Frente Justicialista Popular       | 29.835                             | 26.35                              | 7/24                               |                                    | 113.215                       | 56.23                         | 14/24                         | 3                             | 25/48                         | 1                             | Ver electos: - Mario Humberto Martiarena - Eduardo Fellner - Guillermo Jenefes - Pedro Teófilo Lozano - Ana María Patagua - Gustavo Guido Carrillo - Francisco Ernesto Zamar - María del Pilar Bermúdez - Rubén Pascual Tito - Víctor Hugo Camaño - Adelma Eudonia Torres - Gerónimo Cruz - María Amalia Sabando - Jorge Carlos Mariscal |
| Celeste para Jujuy                  | Frente Justicialista Popular       | 8.401                              | 7.42                               | —                                  |                                    | 113.215                       | 56.23                         | 14/24                         | 3                             | 25/48                         | 1                             | Ver electos: - Mario Humberto Martiarena - Eduardo Fellner - Guillermo Jenefes - Pedro Teófilo Lozano - Ana María Patagua - Gustavo Guido Carrillo - Francisco Ernesto Zamar - María del Pilar Bermúdez - Rubén Pascual Tito - Víctor Hugo Camaño - Adelma Eudonia Torres - Gerónimo Cruz - María Amalia Sabando - Jorge Carlos Mariscal |
| Lista Marrón, Moisés 95             | Frente Justicialista Popular       | 7.602                              | 6.71                               | —                                  |                                    | 113.215                       | 56.23                         | 14/24                         | 3                             | 25/48                         | 1                             | Ver electos: - Mario Humberto Martiarena - Eduardo Fellner - Guillermo Jenefes - Pedro Teófilo Lozano - Ana María Patagua - Gustavo Guido Carrillo - Francisco Ernesto Zamar - María del Pilar Bermúdez - Rubén Pascual Tito - Víctor Hugo Camaño - Adelma Eudonia Torres - Gerónimo Cruz - María Amalia Sabando - Jorge Carlos Mariscal |
| Federalismo y Liberación Rojo Punzó | Frente Justicialista Popular       | 5.967                              | 5.27                               | —                                  |                                    | 113.215                       | 56.23                         | 14/24                         | 3                             | 25/48                         | 1                             | Ver electos: - Mario Humberto Martiarena - Eduardo Fellner - Guillermo Jenefes - Pedro Teófilo Lozano - Ana María Patagua - Gustavo Guido Carrillo - Francisco Ernesto Zamar - María del Pilar Bermúdez - Rubén Pascual Tito - Víctor Hugo Camaño - Adelma Eudonia Torres - Gerónimo Cruz - María Amalia Sabando - Jorge Carlos Mariscal |
| Juntos para Ganar                   | Frente Justicialista Popular       | 3.578                              | 3.16                               | —                                  |                                    | 113.215                       | 56.23                         | 14/24                         | 3                             | 25/48                         | 1                             | Ver electos: - Mario Humberto Martiarena - Eduardo Fellner - Guillermo Jenefes - Pedro Teófilo Lozano - Ana María Patagua - Gustavo Guido Carrillo - Francisco Ernesto Zamar - María del Pilar Bermúdez - Rubén Pascual Tito - Víctor Hugo Camaño - Adelma Eudonia Torres - Gerónimo Cruz - María Amalia Sabando - Jorge Carlos Mariscal |
| Fe, Realidad y Esfuerzo Provincial  | Frente Justicialista Popular       | 3.545                              | 3.13                               | —                                  |                                    | 113.215                       | 56.23                         | 14/24                         | 3                             | 25/48                         | 1                             | Ver electos: - Mario Humberto Martiarena - Eduardo Fellner - Guillermo Jenefes - Pedro Teófilo Lozano - Ana María Patagua - Gustavo Guido Carrillo - Francisco Ernesto Zamar - María del Pilar Bermúdez - Rubén Pascual Tito - Víctor Hugo Camaño - Adelma Eudonia Torres - Gerónimo Cruz - María Amalia Sabando - Jorge Carlos Mariscal |
| Annuar Gobernador                   | Frente Justicialista Popular       | 3.183                              | 2.81                               | —                                  |                                    | 113.215                       | 56.23                         | 14/24                         | 3                             | 25/48                         | 1                             | Ver electos: - Mario Humberto Martiarena - Eduardo Fellner - Guillermo Jenefes - Pedro Teófilo Lozano - Ana María Patagua - Gustavo Guido Carrillo - Francisco Ernesto Zamar - María del Pilar Bermúdez - Rubén Pascual Tito - Víctor Hugo Camaño - Adelma Eudonia Torres - Gerónimo Cruz - María Amalia Sabando - Jorge Carlos Mariscal |
| Trabajo y Dignidad Jujeña           | Frente Justicialista Popular       | 2.803                              | 2.48                               | —                                  |                                    | 113.215                       | 56.23                         | 14/24                         | 3                             | 25/48                         | 1                             | Ver electos: - Mario Humberto Martiarena - Eduardo Fellner - Guillermo Jenefes - Pedro Teófilo Lozano - Ana María Patagua - Gustavo Guido Carrillo - Francisco Ernesto Zamar - María del Pilar Bermúdez - Rubén Pascual Tito - Víctor Hugo Camaño - Adelma Eudonia Torres - Gerónimo Cruz - María Amalia Sabando - Jorge Carlos Mariscal |
| Jujuy Levántate y Anda              | Frente Justicialista Popular       | 2.780                              | 2.46                               | —                                  |                                    | 113.215                       | 56.23                         | 14/24                         | 3                             | 25/48                         | 1                             | Ver electos: - Mario Humberto Martiarena - Eduardo Fellner - Guillermo Jenefes - Pedro Teófilo Lozano - Ana María Patagua - Gustavo Guido Carrillo - Francisco Ernesto Zamar - María del Pilar Bermúdez - Rubén Pascual Tito - Víctor Hugo Camaño - Adelma Eudonia Torres - Gerónimo Cruz - María Amalia Sabando - Jorge Carlos Mariscal |
| Justicia Social Cristiana           | Frente Justicialista Popular       | 2.672                              | 2.36                               | —                                  |                                    | 113.215                       | 56.23                         | 14/24                         | 3                             | 25/48                         | 1                             | Ver electos: - Mario Humberto Martiarena - Eduardo Fellner - Guillermo Jenefes - Pedro Teófilo Lozano - Ana María Patagua - Gustavo Guido Carrillo - Francisco Ernesto Zamar - María del Pilar Bermúdez - Rubén Pascual Tito - Víctor Hugo Camaño - Adelma Eudonia Torres - Gerónimo Cruz - María Amalia Sabando - Jorge Carlos Mariscal |
| Movimiento de Recuperación de Jujuy | Frente Justicialista Popular       | 2.206                              | 1.95                               | —                                  |                                    | 113.215                       | 56.23                         | 14/24                         | 3                             | 25/48                         | 1                             | Ver electos: - Mario Humberto Martiarena - Eduardo Fellner - Guillermo Jenefes - Pedro Teófilo Lozano - Ana María Patagua - Gustavo Guido Carrillo - Francisco Ernesto Zamar - María del Pilar Bermúdez - Rubén Pascual Tito - Víctor Hugo Camaño - Adelma Eudonia Torres - Gerónimo Cruz - María Amalia Sabando - Jorge Carlos Mariscal |
| Sol para Todos                      | Frente Justicialista Popular       | 2.103                              | 1.86                               | —                                  |                                    | 113.215                       | 56.23                         | 14/24                         | 3                             | 25/48                         | 1                             | Ver electos: - Mario Humberto Martiarena - Eduardo Fellner - Guillermo Jenefes - Pedro Teófilo Lozano - Ana María Patagua - Gustavo Guido Carrillo - Francisco Ernesto Zamar - María del Pilar Bermúdez - Rubén Pascual Tito - Víctor Hugo Camaño - Adelma Eudonia Torres - Gerónimo Cruz - María Amalia Sabando - Jorge Carlos Mariscal |
| Nueva Provincia                     | Frente Justicialista Popular       | 2.020                              | 1.78                               | —                                  |                                    | 113.215                       | 56.23                         | 14/24                         | 3                             | 25/48                         | 1                             | Ver electos: - Mario Humberto Martiarena - Eduardo Fellner - Guillermo Jenefes - Pedro Teófilo Lozano - Ana María Patagua - Gustavo Guido Carrillo - Francisco Ernesto Zamar - María del Pilar Bermúdez - Rubén Pascual Tito - Víctor Hugo Camaño - Adelma Eudonia Torres - Gerónimo Cruz - María Amalia Sabando - Jorge Carlos Mariscal |
| Rojo Menemista                      | Frente Justicialista Popular       | 1.768                              | 1.56                               | —                                  |                                    | 113.215                       | 56.23                         | 14/24                         | 3                             | 25/48                         | 1                             | Ver electos: - Mario Humberto Martiarena - Eduardo Fellner - Guillermo Jenefes - Pedro Teófilo Lozano - Ana María Patagua - Gustavo Guido Carrillo - Francisco Ernesto Zamar - María del Pilar Bermúdez - Rubén Pascual Tito - Víctor Hugo Camaño - Adelma Eudonia Torres - Gerónimo Cruz - María Amalia Sabando - Jorge Carlos Mariscal |
| Federales por Jujuy                 | Frente Justicialista Popular       | 1.361                              | 1.20                               | —                                  |                                    | 113.215                       | 56.23                         | 14/24                         | 3                             | 25/48                         | 1                             | Ver electos: - Mario Humberto Martiarena - Eduardo Fellner - Guillermo Jenefes - Pedro Teófilo Lozano - Ana María Patagua - Gustavo Guido Carrillo - Francisco Ernesto Zamar - María del Pilar Bermúdez - Rubén Pascual Tito - Víctor Hugo Camaño - Adelma Eudonia Torres - Gerónimo Cruz - María Amalia Sabando - Jorge Carlos Mariscal |
| Más Obras y Justicia para Jujuy     | Frente Justicialista Popular       | 1.158                              | 1.02                               | —                                  |                                    | 113.215                       | 56.23                         | 14/24                         | 3                             | 25/48                         | 1                             | Ver electos: - Mario Humberto Martiarena - Eduardo Fellner - Guillermo Jenefes - Pedro Teófilo Lozano - Ana María Patagua - Gustavo Guido Carrillo - Francisco Ernesto Zamar - María del Pilar Bermúdez - Rubén Pascual Tito - Víctor Hugo Camaño - Adelma Eudonia Torres - Gerónimo Cruz - María Amalia Sabando - Jorge Carlos Mariscal |
| Lealtad y Progreso para Jujuy       | Frente Justicialista Popular       | 896                                | 0.79                               | —                                  |                                    | 113.215                       | 56.23                         | 14/24                         | 3                             | 25/48                         | 1                             | Ver electos: - Mario Humberto Martiarena - Eduardo Fellner - Guillermo Jenefes - Pedro Teófilo Lozano - Ana María Patagua - Gustavo Guido Carrillo - Francisco Ernesto Zamar - María del Pilar Bermúdez - Rubén Pascual Tito - Víctor Hugo Camaño - Adelma Eudonia Torres - Gerónimo Cruz - María Amalia Sabando - Jorge Carlos Mariscal |
| Recuperación y Dignidad Popular     | Frente Justicialista Popular       | 420                                | 0.37                               | —                                  |                                    | 113.215                       | 56.23                         | 14/24                         | 3                             | 25/48                         | 1                             | Ver electos: - Mario Humberto Martiarena - Eduardo Fellner - Guillermo Jenefes - Pedro Teófilo Lozano - Ana María Patagua - Gustavo Guido Carrillo - Francisco Ernesto Zamar - María del Pilar Bermúdez - Rubén Pascual Tito - Víctor Hugo Camaño - Adelma Eudonia Torres - Gerónimo Cruz - María Amalia Sabando - Jorge Carlos Mariscal |
| Por mi Tierra Jujeña                | Frente Justicialista Popular       | 183                                | 0.16                               | —                                  |                                    | 113.215                       | 56.23                         | 14/24                         | 3                             | 25/48                         | 1                             | Ver electos: - Mario Humberto Martiarena - Eduardo Fellner - Guillermo Jenefes - Pedro Teófilo Lozano - Ana María Patagua - Gustavo Guido Carrillo - Francisco Ernesto Zamar - María del Pilar Bermúdez - Rubén Pascual Tito - Víctor Hugo Camaño - Adelma Eudonia Torres - Gerónimo Cruz - María Amalia Sabando - Jorge Carlos Mariscal |
|                                     | Frente Cívico                      | Yrigoyenista: Morales - Conde      | 55.983                             | 85.55                              | 7/24                               | 65.436                        | 32.50                         | 8/24                          | 1                             | 17/48                         | 1                             | Ver electos: - Eduardo Marcelo Carrillo - Raúl Alberto García Goyena - Ada Cecilia Galfre - José Humberto López - Miguel Ángel Giubergia - Víctor Galarza - Edgardo Aramando Echenique - Hugo Dante Calderari |
| Figueroa Gobernador                 | Frente Cívico                      | 7.319                              | 11.18                              | 1/24                               |                                    | 65.436                        | 32.50                         | 8/24                          | 1                             | 17/48                         | 1                             | Ver electos: - Eduardo Marcelo Carrillo - Raúl Alberto García Goyena - Ada Cecilia Galfre - José Humberto López - Miguel Ángel Giubergia - Víctor Galarza - Edgardo Aramando Echenique - Hugo Dante Calderari |
| Bordón 1995                         | Frente Cívico                      | 2.134                              | 3.27                               | —                                  |                                    | 65.436                        | 32.50                         | 8/24                          | 1                             | 17/48                         | 1                             | Ver electos: - Eduardo Marcelo Carrillo - Raúl Alberto García Goyena - Ada Cecilia Galfre - José Humberto López - Miguel Ángel Giubergia - Víctor Galarza - Edgardo Aramando Echenique - Hugo Dante Calderari |
|                                     | Fuerza Popular                     | Cristina Gobernadora               | 9.225                              | 44.39                              | 1/24                               | 20.782                        | 10.32                         | 2/24                          | 2                             | 6/48                          | 1                             | Ver electos: - Miguel Antonio Cabezas - Silvia Beatriz Rey Campero |
| Esperanza Jujeña                    | Fuerza Popular                     | 5.696                              | 27.41                              | 1/24                               |                                    | 20.782                        | 10.32                         | 2/24                          | 2                             | 6/48                          | 1                             | Ver electos: - Miguel Antonio Cabezas - Silvia Beatriz Rey Campero |
| Conesa Gobernador                   | Fuerza Popular                     | 3.091                              | 14.87                              | —                                  |                                    | 20.782                        | 10.32                         | 2/24                          | 2                             | 6/48                          | 1                             | Ver electos: - Miguel Antonio Cabezas - Silvia Beatriz Rey Campero |
| Republicanos en Acción              | Fuerza Popular                     | 1.596                              | 7.68                               | —                                  |                                    | 20.782                        | 10.32                         | 2/24                          | 2                             | 6/48                          | 1                             | Ver electos: - Miguel Antonio Cabezas - Silvia Beatriz Rey Campero |
| Conesa Progreso                     | Fuerza Popular                     | 1.174                              | 5.65                               | —                                  |                                    | 20.782                        | 10.32                         | 2/24                          | 2                             | 6/48                          | 1                             | Ver electos: - Miguel Antonio Cabezas - Silvia Beatriz Rey Campero |
|                                     | Partido del Trabajo y del Pueblo   | Partido del Trabajo y del Pueblo   | 1.166                              | 100                                | —                                  | 1.166                         | 0.58                          |                               |                               |                               |                               | |
|                                     | Unión del Centro Democrático       | Unión del Centro Democrático       | 727                                | 100                                | —                                  | 727                           | 0.36                          |                               |                               |                               |                               | |
|                                     |                                    |                                    |                                    |                                    |                                    |                               |                               |                               |                               |                               |                               | |
| Votos válidos                       | Votos válidos                      | Votos válidos                      | Votos válidos                      | Votos válidos                      | Votos válidos                      | 201.326                       | 89.26                         |                               |                               |                               |                               | |
| Votos en blanco                     | Votos en blanco                    | Votos en blanco                    | Votos en blanco                    | Votos en blanco                    | Votos en blanco                    | 20.611                        | 9.14                          |                               |                               |                               |                               | |
| Votos anulados                      | Votos anulados                     | Votos anulados                     | Votos anulados                     | Votos anulados                     | Votos anulados                     | 3.602                         | 1.60                          |                               |                               |                               |                               | |
| Total de votos                      | Total de votos                     | Total de votos                     | Total de votos                     | Total de votos                     | Total de votos                     | 225.539                       | 100                           |                               |                               |                               |                               | |
| Votantes registrados/participación  | Votantes registrados/participación | Votantes registrados/participación | Votantes registrados/participación | Votantes registrados/participación | Votantes registrados/participación | 300.379                       | 76.06                         |                               |                               |                               |                               | |
| Fuentes:                            |                                    |                                    |                                    |                                    |                                    |                               |                               |                               |                               |                               |                               | |